# Тринь-бринь
Тринь-бринь (рос. Трень-брень) — український художній фільм 1994 року режисера Радомира Василевського створений за однойменною п'єсою Радія Погодіна на «Одеській кіностудії».

## Синопсис
Руда дівчинка Оля Сніжко (Юля Сенаторова) жила на Півночі зі своїми батьками. Навчалася в школі, ходила з татом на полювання на моржа та нерпу. Коли батьків перевели по службі на океан, Олі довелося переїхати до бабусі у південне місто. Тут вона зіткнулася з глузуванням. Їй довелось подолати нерозуміння, знайти нових друзів та змусити себе поважати.

## У ролях
| Актор                      | Роль                     |
| -------------------------- | ------------------------ |
| Юля Сенаторова             | Оля Сніжко, головна роль |
| Геннадій Висоцький         | Аркашка                  |
| Антон Никольсько-Ржевський | Боб                      |
| Денис Файков               | Тимоша                   |
| Настя Голенко              | «Кривляка»               |
| Лія Ахеджакова             | Марія, бабуся Аркашки    |
| Ольга Волкова              | Клаша, бабуся Олі        |
| Ганна Самохіна             | продавчиня               |
| Люсьєна Овчинникова        | бабуся Даша              |
| Олександр Берда            | дядько Шура              |
| Наталя Сєдих               | кінодівчина              |
| Валерій Івченко            | дальтонік                |
| Лев Перфілов               | старий                   |
| Євген Смирнов              | мисливець                |
| Євген Лєонов-Гладишев      | таксист                  |
| Віталій Бушмакін           | рудий клоун              |
| Андрій Зай                 | рудий клоун              |
| Петро Кузнєцов             | рудий клоун              |
| Олександр Бабій            | білий клоун              |
| Сергій Гладков             | білий клоун              |
| Едуард Перчеклій           | епізод                   |
| Павло Которобай            | епізод                   |

## Творча група
- Режисер-постановник: Радомир Василевський
- Сценарист: Радій Погодін
- Продюсер: Валентина Судзиловська
- Оператор-постановник: Леонід Бурлака
- Художники-постановники: Сергій Тарасов, Юрій Богатиренко[1]
- Художник-постановник костюмів: Тетяна Піддубна
- Художник-гример: Ніна Амєліна, Світлана Кучерявенко
- Композитор: Віктор Власов
- Текст пісень: Юрій Ентін
- Звукооператор: Олександр Піров
- Монтажер: Вікторія Монятовська
- Директор картини: Алла Мєщєрякова